# Пуруравас

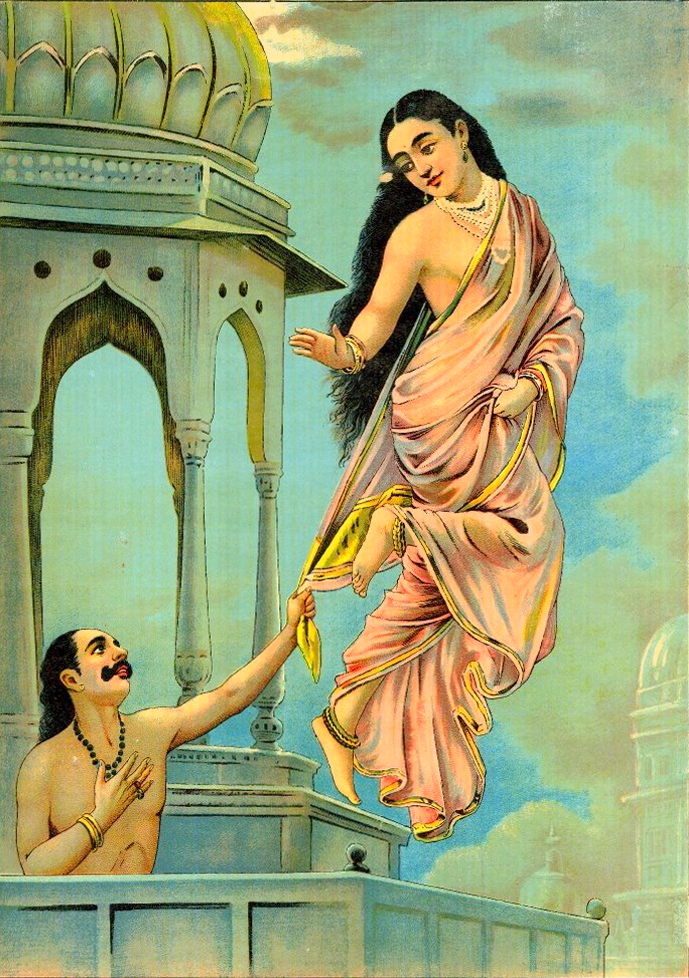
Урваши и Пуруравас. Картина Раджи Рави Вармы.

Пурура́вас (санскр. पुरूरवस्, IAST: Purūravas) — в индийской мифологии первый царь Лунной династии.
Со времён Вед Пуруравас считается сыном Илы (или Иды) и Будхи. В «Махабхарате» он назван сыном Илы, которая одновременно была ему и отцом, и матерью.
Из историй, связанных с этим царём, наиболее известен миф о нём и апсаре Урваши. Эта история является разработкой сюжета о любви смертного к богине. Сам миф частично зафиксирован в «Ригведе» (РВ X, 95), подробно изложен в «Шатапатха-брахмане» (XI, 5, 1) и многих пуранах, особенно в «Вишну», «Матсья» и «Падма-пуранах». Также отдельные моменты зафиксированы в «Махабхарате», «Рамаяне» (Рам VII, 56) и «Хариванше». Данный сюжет был обработан Калидасой в его драме «Викраморваши» («Мужеством обретённая Урваши»).
Как рассказывается в «Шатапатха-брахмане», Пуруравас полюбил апсару Урваши и захотел, чтобы она жила с ним на земле. Апсара согласилась, но поставила одно условие — она не должна увидеть его обнажённым. Сначала всё у Пурураваса и Урваши складывалось хорошо, но частые спутники апсар гандхарвы стали беспокоиться, что одна из дев чересчур долго находится в обществе людей. Чтобы прервать это, гандхарвы придумали хитрый план. Для этого они похитили двух любимых овец Урваши, привязанных к её ложу. Апсара, разозлившись, стала ругать Пурураваса, что он виновник случившегося, и царь, чтоб загладить вину, бросился нагишом догонять похитителей. Но вот сверкнула молния, и Урваши увидела Пурураваса обнажённым и исчезла в мгновение ока. Царь стал искать свою возлюбленную по всей земле и однажды вышел на некое озеро на Курукшетре, где в облике водяных птиц плавали апсары. Именно с этого момента начинается гимн-диалог между Урваши и Пуруравасом в «Ригведе». Пуруравас сразу узнал любимую и начал молить её вернуться и не оставлять его больше. Сначала отказавшись, Урваши сказала, чтобы царь пришёл через год на это озеро. Через год, когда Урваши родила сына Пурураваса по имени Аюс, царь по её же совету попросил у гандхарвов сделать его своим сородичем. Гандхарвы дали ему священный огонь, принеся жертвы на котором, Пуруравас мог стать гандхарвой. Но царь потерял этот огонь и вынужден был добывать его трением из двух дощечек из смоковницы. Добыв огонь и принеся на нём жертвы, Пуруравас стал гандхарвой и окончательно воссоединился с Урваши. Процесс добывания огня Пуруравасом из дощечек священного дерева считается прообразом ритуала добывания священного огня в религии Вед. Макс Мюллер, сторонник «природного» происхождения мифов, идентифицировал Пурураваса и Урваши в этом мифе как олицетворения вечерних сумерек и утреннего рассвета.
В «Махабхарате» сообщается также, что Пуруравас принёс три рода священного огня, а именно огонь для домашних обрядов, для жертвоприношений и для возлияний. О смерти Пурураваса сообщается в «Махабхарате» следующее. Став владыкой тринадцати островов в океане и обретя неземную славу, царь очень возгордился и поссорился из-за этого с брахманами. Брахма для вразумления Пурураваса прислал к нему риши Санаткумару, который преподал совет царю, но тот его не послушал. В гневе риши проклял Пурураваса, и тот вскоре умер.
В «Натьяшастре» внук Пурураваса Нахуша, занимавший место Царя Богов во время аскезы Индры после совершенного им убийства брахмана, сообщает, что его дед умер, потеряв разум, после исчезновения из дворца апсары Урваши.
У Пурураваса и Урваши было восемь детей (иногда — шесть или семь): Аюс, Дридхаюс, Вашьяюс, Данаюс, Вриттиман, Васу, Дивиджата и Субаху.